# Piekielna Góra (wzniesienie)
Piekielna Góra (niem. Höllenberg) – wzniesienie (537 m n.p.m.) w Polanicy-Zdroju, w południowo-zachodniej Polsce, na krawędzi dolnego piętra Gór Stołowych w Sudetach Środkowych.
Wzniesienie ma dwa wierzchołki: zachodni (537 m) i wschodni (533 m), nazywany Ślepowronem. Na szczycie wyższego z nich znajduje się niewielka grupa skalna, skąd roztacza się panorama widokowa na Góry Bystrzyckie.

## Dojście
Na Piekielną Górę dochodzi się w ciągu 20 minut polanickim Szlakiem Serduszkowym (Miejską Trasą Turystyczną) z Piekielnej Przełęczy (505 m n.p.m.). Poniżej przełęczy leży Piekielna Góra – część miasta Szczytna, a jeszcze niżej Piekielna Dolina.

## Legendy związane z Piekielną Górą
Według legendy, w pobliżu Piekielnej Góry pojawiał się często Duch Gór Karkonosz (Liczyrzepa).
Nazwy Piekielnej Doliny, Piekielnej Przełęczy i Piekielnej Góry, Piekielnego Labiryntu w dolinie Rogozińca pod Wolarzem, a także Zbójeckich Skał, wywodzą się z legendy, mówiącej o tym, że przez wieki przez Piekielną Dolinę prowadził uczęszczany trakt handlowy z Czech do Kłodzka. Na kupców często napadali raubritterzy (rycerze-rabusie) lub zwykli zbójcy. Do legendy nawiązuje też nazwa restauracji „Piekiełko” (niem. Luisenbaude auf dem Höllenberg), położonej na stokach Piekielnej Góry.

## Szlaki turystyczne
- Kudowa-Zdrój – Czermna – Pstrążna – Ostra Góra (turystyczne przejście graniczne z Republiką Czeską) – Pasterka – Karłów – Urwisko Batorowskie – Batorów – Piekielna Góra (50 m) – Garncarz – Polanica-Zdrój – Przełęcz Sokołowska – Kamienna Góra – Torfowisko pod Zieleńcem – Zieleniec[2]